# Calamagrostis killipii
Calamagrostis killipii är en gräsart som beskrevs av Jason Richard Swallen. Calamagrostis killipii ingår i släktet rör, och familjen gräs.
Artens utbredningsområde är Colombia. Inga underarter finns listade i Catalogue of Life.